# 보령소방서
보령소방서(保寧消防署, Boryeong Fire Station)는 충청남도 보령시를 관할하는 충청남도 소방본부 산하의 소방서이다.
소방서장은 소방정으로 보한다.

## 연혁
- 1987년 11월 26일: 대천소방서 개서
- 1995년 1월 1일: 보령소방서로 변경
- 2002년 4월 10일: 홍성소방서 분리
- 2004년 12월 30일: 부여소방서 분리

## 조직
| - 소방행정과 - 소방행정팀 - 예산장비팀 | - 방호예방과 - 방호팀 - 예방안전팀 | - 현장대응과 - 구조구급팀 - 현장대응조사팀 |

## 관할센터 및 관할구역
보령소방서는 5개의 119안전센터와 1개의 구조구급센터를 산하에 두고 있다.
관할구역 중 주요 도서지역 현황은 13개 도서 가구수 1,573명 면적 17.84 km2 인구 3,265명이다.
| 명칭                       | 사진 | 주소                | 관할구역                                    | 지역대                      |
| -------------------------- | ---- | ------------------- | ------------------------------------------- | --------------------------- |
| 명천119안전센터            |      | 성주산로 63         | 대천1·2·3·4동, 주교면, 청라면, 대천5동 일부 | 청라119지역대               |
| 신흑119안전센터            |      | 대천항로 205        | 대천5동 일부, 남포면                        | 남포119지역대               |
| 웅천119안전센터            |      | 웅천읍 충서로 947   | 웅천읍, 주산면, 성주면, 미산면              | 주산119지역대 성주119지역대 |
| 오천119안전센터            |      | 오천면 소성안길 47  | 오천면, 청소면, 천북면, 주포면              | 천북119지역대               |
| 주포119안전센터            |      | 주포면 질재로 47-16 | 주포면, 주교면, 청소면                      | 주교119지역대 청소119지역대 |
| 보령소방서 119구조구급센터 |      | 성주산로 63         | 충청남도 보령시 일원                        |                             |

## 같이 보기
- 대한민국 소방청
- 대한민국의 소방
- 소방관 계급